# دونالد هوف
دونالد هوف (بالإنجليزية: Donald Hough)‏ (29 يونيو 1895)؛ كاتب سيناريو وروائي أمريكي.

## روابط خارجية
- دونالد هوف على موقع IMDb (الإنجليزية)
- دونالد هوف على موقع قاعدة بيانات الفيلم (الإنجليزية)